# Sarapiquí
Sarapiquí – dystrykt w Kostaryce, w kantonie Alajuela, w prowincji Alajuela.

## Historia
Dystrykt Sarapiquí został założony na mocy Decreto 28 dnia 6 listopada 1922 roku.

## Geografia
Sarapiquí ma powierzchnię 113,98 kilometrów kwadratowych i leży na wysokości 510 m n.p.m..

## Demografia
Według zliczenia ludności w 2011 roku w dystrykcie Sarapiquí mieszkało 2 842 mieszkańców.

## Transport

### Transport drogowy
Przez dystrykt Sarapiquí biegną następujące drogi krajowe:
- Droga krajowa nr 125
- Droga krajowa nr 140